# Salle omnisports de Radès
 (avril 2025).
Si vous disposez d'ouvrages ou d'articles de référence ou si vous connaissez des sites web de qualité traitant du thème abordé ici, merci de compléter l'article en donnant les références utiles à sa vérifiabilité et en les liant à la section « Notes et références ».
La salle omnisports de Radès, officiellement appelée salle multidisciplinaire de Radès (arabe : القاعة متعددة الاختصاصات برادس), est une salle de sport tunisienne située à Radès, à une dizaine de kilomètres au sud de Tunis.
Précédemment nommée Palais des sports du 7-Novembre puis Palais des sports du 14-Janvier, elle se trouve au cœur de la cité olympique, à proximité du stade olympique de Radès.

## Histoire
Construite à l'occasion du Championnat du monde masculin de handball 2005, l'enceinte de 14 000 places abrite des matchs de la compétition puis d'autres matchs de handball, notamment lors du championnat d'Afrique des nations 2006 et de finales de la coupe de Tunisie.
La salle accueille également des meetings politiques du Rassemblement constitutionnel démocratique sous la présidence de Zine el-Abidine Ben Ali.
Elle est agrandie en 2014, pour accueillir 17 000 spectateurs, et rouvre en juillet 2015 ; elle accueille dans la foulée le championnat d'Afrique masculin de basket-ball en 2015 et en 2017.

## Dénomination
La salle est originellement nommée Palais des sports du 7-Novembre en référence au coup d'État du 7 novembre 1987 qui porte le président Zine el-Abidine Ben Ali au pouvoir. Après le renversement du même Ben Ali à l'issue de la révolution tunisienne, le 14 janvier 2011, la salle est renommée Palais des sports du 14-Janvier avant d'adopter une dénomination plus générique, celle de salle omnisports de Radès.

## Galerie

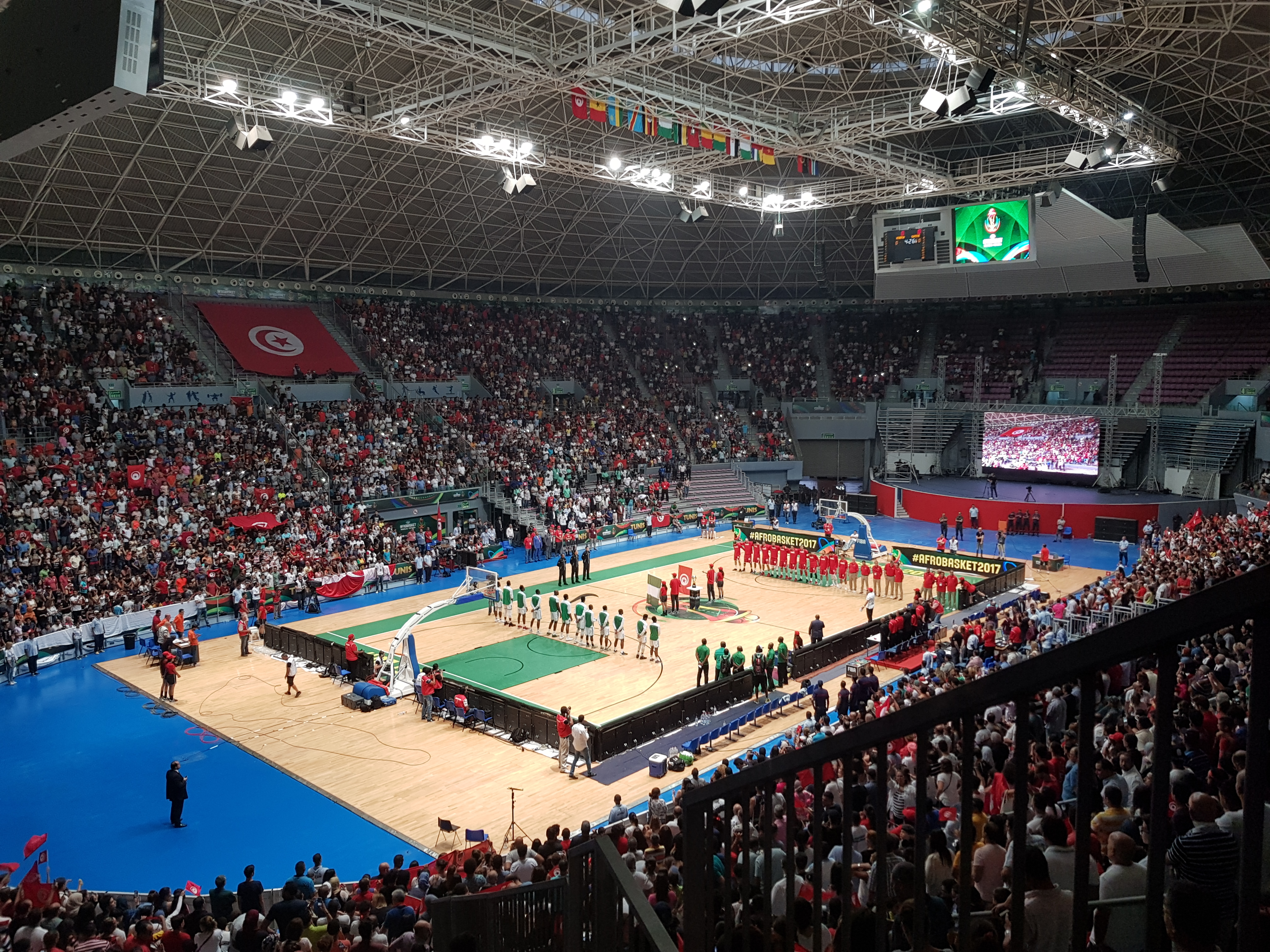
Intérieur lors de l'AfroBasket 2017.
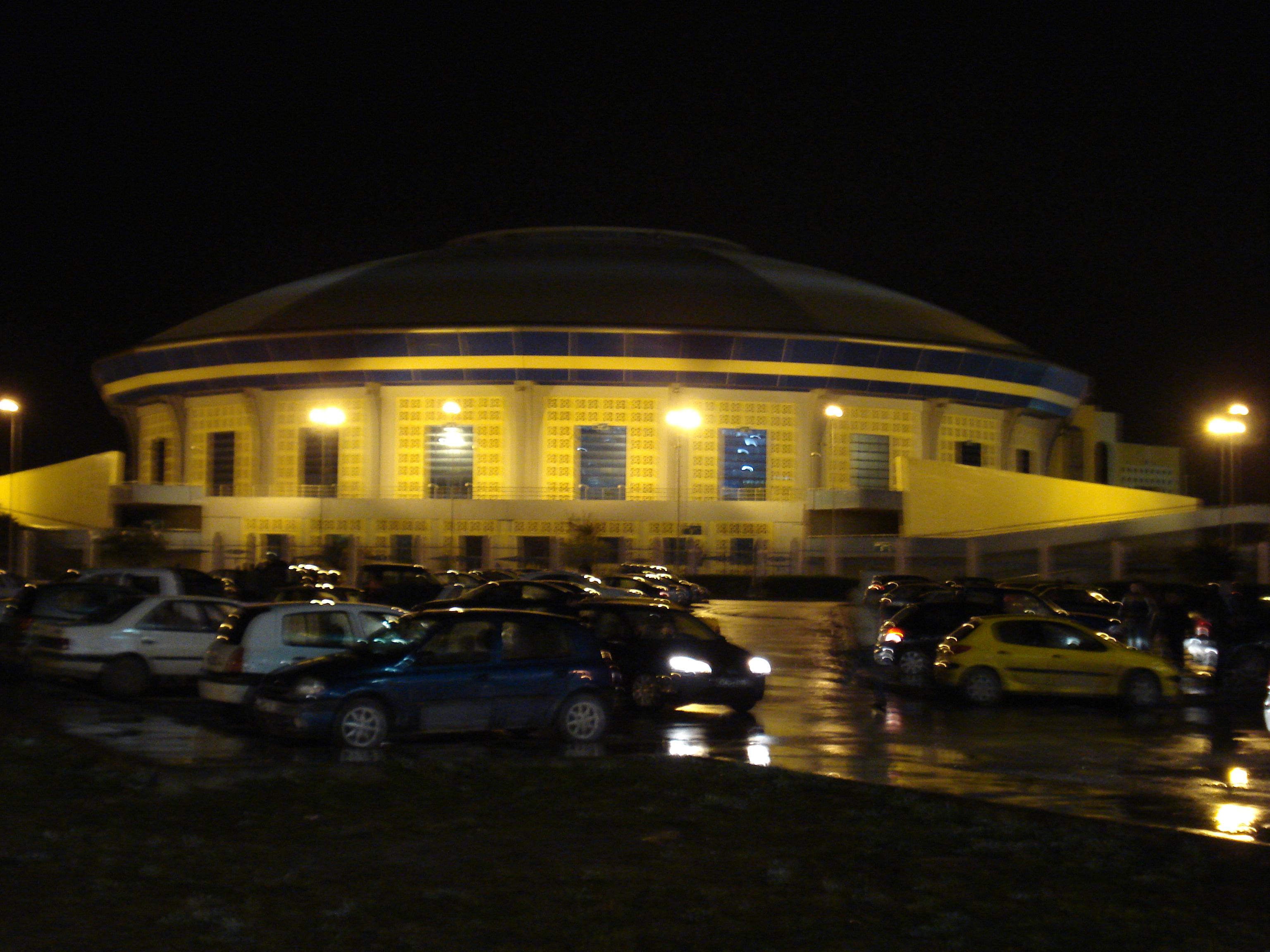
Vue extérieure de nuit.